# Gino Bianco
Gino Bianco   (Milà, 22 de juliol de 1916 - Rio de Janeiro, 8 de maig de 1984) Luigi Emilio Rodolfo Bertetti "Gino" Bianco va ser un pilot de curses automobilístiques brasiler que va arribar a disputar curses de Fórmula 1.

## Biografia
Nascut a Milà, Itàlia, va emigrar al Brasil quan era nen i va començar a córrer allà. Va córrer amb un Maserati A6GCM per a l'equip de l'Escuderia Bandeirantes i va participar en quatre Grans Premis del Campionat del Món de Fórmula 1, amb un millor resultat de 18è al Gran Premi Britànic de 1952. Bianco va córrer més tard en pujades i va morir a Rio de Janeiro, als 67 anys, després de patir problemes respiratoris.

###### A la F1
Va debutar a la tercera temporada de la història del campionat del món de la Fórmula 1, la corresponent a l'any 1952, disputant el 19 de juliol el GP de Gran Bretanya, que era la cinquena prova del campionat.
Gino Blanco va arribar a participar en quatre curses puntuables pel campionat de la F1, totes dins de la temporada 1952.

## Resultats a la Fórmula 1
| Any  | Equip                  | Xassís   | Motor    | 1   | 2   | 3   | 4   | 5      | 6       | 7       | 8       | Posició | Punts |
| ---- | ---------------------- | -------- | -------- | --- | --- | --- | --- | ------ | ------- | ------- | ------- | ------- | ----- |
| 1952 | Escuderia Bandeirantes | Maserati | Maserati | SUI | 500 | BEL | FRA | GBR 18 | ALE Ret | HOL Ret | ITA Ret | -       | 0     |

### Resum
| Curses: | Victòries: | Pòdiums: | Poles: | Voltes ràpides: | Punts: |
| ------- | ---------- | -------- | ------ | --------------- | ------ |
| 4       | 0          | 0        | 0      | 0               | 0      |